# Bruno Sacchi
Bruno Sacchi (1 januari 1931 - 27 januari 2011) was een Italiaans architect. Hij werd geboren in 1931 te Mantua, waarna hij in 1950 verhuisde naar Florence. Hier promoveerde hij in 1961 aan de Universiteit van Florence in architectuur, met een proefschrift over het Nieuwe Hoofdkwartier van het Kunsthistorische Instituut van Florence.
Sacchi werkte gedurende zijn carrière veelvuldig samen met Giovanni Michelucci, met wie hij onder meer werkte aan de Chiesa di Santa Maria Immacolata in Longarone en het Museo della contrada di Valdimontone in Siena. Sacchi en Michelucci werkten samen tot de dood van laatstgenoemde in 1990. Ook werkte hij mee aan de restauratie van verschillende oudere gebouwen en was hij actief bij in het ontwerpen van private huizen.
- Union List of Artist Names: 500062855
- Virtual International Authority File: 96109096